# Ацетилацетонат свинца(II)
Ацетилацетона́т свинца́(II) — хелатное соединение свинца и ацетилацетона
с формулой Pb(C5H7O2)2,
бесцветные кристаллы.

## Физические свойства
Ацетилацетонат свинца(II) образует бесцветные кристаллы
моноклинной сингонии, пространственная группа P 21/c, параметры ячейки a = 0,8083 нм, b = 0,7830 нм, c = 1,8940 нм, β = 94,74°, Z = 4.

## Применение
- Компонент катализаторов[3].